# Sabina Moya
Sabina Moya (née le 27 janvier 1977 à Turbo) est une athlète colombienne, spécialiste du lancer de javelot.

## Biographie
Elle remporte les jeux sud-américains en 1998 à Cuenca avec 54,08 m, deux fois les championnats d'Amérique du Sud en 1999 et en 2003 et deux fois les Championnats ibéro-américains en 1998 et 2002.
Elle participe aux championnats du monde de Séville en 1999 et aux Jeux olympiques de Sydney mais ne parvient à passer en finale.

## Palmarès
| Date | Compétition                                      | Lieu           | Résultat | Marque  |
| ---- | ------------------------------------------------ | -------------- | -------- | ------- |
| 1997 | Championnats d'Amérique du Sud                   | Mar del Plata  | 2e       | 55,30 m |
| 1997 | Championnats d'Amérique centrale et des Caraïbes | San Juan       | 3e       | 55,94 m |
| 1998 | Championnats ibéro-américains                    | Lisbonne       | 1re      | 58,65 m |
| 1998 | Jeux d'Amérique centrale et des Caraïbes         | Maracaibo      | 4e       | 60,10 m |
| 1998 | Jeux sud-américains                              | Cuenca         | 1re      | 54,08 m |
| 1999 | Championnats d'Amérique du Sud                   | Bogota         | 1re      | 58,81 m |
| 2002 | Championnats ibéro-américains                    | Guatemala      | 1re      | 62,62 m |
| 2002 | Jeux d'Amérique centrale et des Caraïbes         | San Salvador   | 2e       | 55,73 m |
| 2003 | Championnats d'Amérique du Sud                   | Barquisimeto   | 1re      | 58,30 m |
| 2003 | Jeux panaméricains                               | Saint-Domingue | 4e       | 60,17 m |
| 2006 | Championnats d'Amérique du Sud                   | Tunja          | 3e       | 54,52 m |

## Records
| Épreuve           | Performance | Lieu      | Date        |
| ----------------- | ----------- | --------- | ----------- |
| Lancer du javelot | 62,62 m     | Guatemala | 12 mai 2002 |